# Ruy Alexandre Faria
Ruy Alexandre Faria, noto anche semplicemente come Ruy Faria (Cambuci, 31 luglio 1937 – Rio de Janeiro, 11 gennaio 2018), è stato un cantante, chitarrista e avvocato brasiliano.

## Biografia
Fu il membro fondatore del gruppo musicale brasiliano MPB4, composto appunto da 4 elementi. Era già noto come crooner quando nel 1964 incontrò per la prima volta Miltinho, Magro e Aquiles, tutti più giovani di lui; insieme crearono la formazione quello stesso anno. Nel 2004, dopo vari dissapori con Miltinho, Faria uscì dal gruppo e venne sostituito da Dalmo Medeiros: riprese allora la carriera da solista. Di estensione vocale limitata, ma sorretto sempre da un'intonazione perfetta, riuscì a imporre un proprio stile.
Conseguì la laurea in giurisprudenza presso l'Università federale Fluminense dopo la sua affermazione artistica, decidendo quindi di intraprendere la professione legale senza però rinunciare alla musica.
Morì nel gennaio 2018 all'età di 80 anni per le complicazioni di una polmonite.

## Vita privata
Era sposato con la cantante Cynara del Quarteto em Cy, che ebbe modo di collaborare coi MPB4. La coppia generò tre figli, João, Irene e Francisco: i due maschi divennero anche loro cantanti.